# Braunschlangen
Die Braunschlangen (Pseudonaja), auch als Australische Scheinkobras bezeichnet, sind eine in Australien und auf Neuguinea verbreitete Gattung der Schlangen aus der Familie der Giftnattern (Elapidae). Der wissenschaftliche Name Pseudonaja bedeutet „Falsche Naja“, wobei Naja für die echten Kobras steht. Charakteristisch für Braunschlangen ist die ungewöhnliche Jagdweise: Die meisten Arten töten ihre Beute durch einen Giftbiss und gleichzeitiges Umschlingen. Die Gewöhnliche Braunschlange (Pseudonaja textilis) ist eine der giftigsten Schlangen der Welt.

## Merkmale

### Körperbau
Braunschlangen sind kleine bis sehr große Giftnattern; die Tiere erreichen Gesamtlängen bis 2,2 m. Sie sind schlank gebaut, der Kopf ist relativ klein und nur bei den kräftigsten Individuen breiter als der Hals. Der Canthus ist scharfkantig ausgebildet. 

### Beschuppung
Wie alle Giftnattern haben auch Braunschlangen auf dem Oberkopf neun große, symmetrische Schilde. Das Frontale hat gerade Seiten und ist deutlich länger als breit. Das Nasale ist ungeteilt. Die Tiere haben ein primäres und zwei sekundäre Temporalia. Sie weisen sechs Supralabialia und sechs bis sieben Infralabiala auf. Die Rückenschuppen sind glatt. Die Tiere haben 17 bis 21 dorsale Schuppenreihen in der Körpermitte. Das Analschild ist geteilt, die Subcaudalia sind alle geteilt.

### Färbung
Der deutsche Name „Braunschlangen“ ist ebenso wie der englische Name "Brown Snakes" nur bedingt zutreffend. Einige Arten (z. B. P. ingrami und P. textilis) sind oberseits einfarbig hellbraun bis dunkelbraun, andere Arten sind jedoch zum Teil auf braunem Grund mehr oder weniger stark gefleckt (P. affinis, P. inframacula) und einige Morphen von P. guttata, P. modesta und P. nuchalis sind schließlich deutlich hell-dunkel gebändert oder der Kopfbereich ist farblich deutlich von der übrigen Oberseite abgesetzt. Zusätzlich gibt es bei den meisten Arten noch deutliche Färbungsunterschiede zwischen jungen und adulten Tieren.

## Verbreitung und Lebensraum

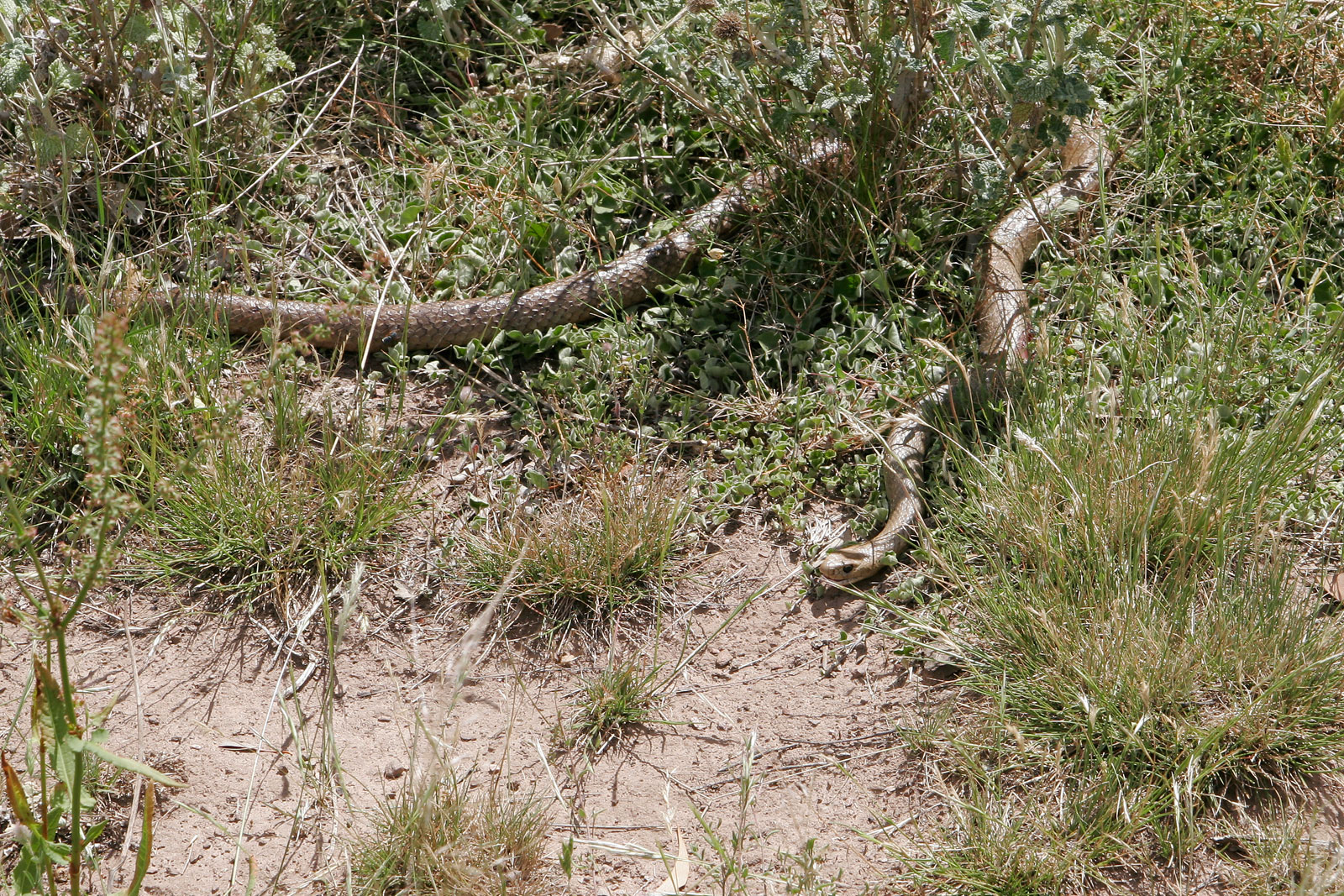
Pseudonaja textilis

Die Gattung kommt in Australien und auf Neuguinea vor. Acht der neun Arten sind Endemiten Australiens, die Gewöhnliche Braunschlange (Pseudonaja textilis) kommt auch im Osten Neuguineas vor. Vier Arten haben relativ kleine Verbreitungsgebiete; die übrigen fünf Arten (P. aspidorhyncha, P. mengdeni, P. modesta, P. nuchalis und P. textilis) besiedeln jeweils große Teile Australiens. 
Braunschlangen nutzen ein breites Spektrum von Lebensräumen von tropischen Regenwäldern im Norden und Osten bis zu ariden Bereichen im Westen des Kontinents. Die drei Arten P. affinis, P. nuchalis und P. textilis sind Kulturfolger und kommen auch auf agrarisch genutztem Land und in der Umgebung von Städten und Dörfern häufig vor.

## Systematik
Zurzeit werden neun Arten anerkannt (Stand: Dezember 2022):
- Gefleckte Braunschlange (Pseudonaja affinis Günther, 1872)
- Pseudonaja aspidorhyncha (McCoy, 1879)
- Pseudonaja guttata (Parker, 1926)
- Pseudonaja inframacula (Waite, 1925)
- Pseudonaja ingrami (Boulenger, 1908)
- Pseudonaja mengdeni Wells & Wellington, 1985
- Pseudonaja modesta (Günther, 1872)
- Pseudonaja nuchalis Günther, 1858
- Pseudonaja textilis (Duméril, Bibron & Duméril, 1854) – Östliche Braunschlange oder Gewöhnliche Braunschlange

Von diesen Arten wurden sechs auch durch neuere molekulargenetische und morphometrische Untersuchungen bestätigt. Für Pseudonaja nuchalis konnten bei diesen Untersuchungen jedoch drei gut differenzierbare Kladen unterschieden werden, die offenbar drei verschiedene Arten repräsentieren. Demnach wäre P. nuchalis in drei Arten aufzuspalten; für die beiden neuen Arten wurden die Namen P. aspidorhyncha und P. mengdeni vorgeschlagen. Nächste Verwandte der Braunschlangen sind die Taipane.

## Lebensweise, Ernährung und Fortpflanzung
Braunschlangen sind überwiegend tagaktiv und offenbar ausschließlich bodenbewohnend. Die Tiere bewegen sich sehr schnell und haben vergleichsweise große Aktionsräume. Bei Bedrohung spreizen sie ähnlich wie die Echten Kobras eine Haube hinter dem Kopf. 
Die Ernährung besteht überwiegend aus Eidechsen und Fröschen. Drei Arten (P. affinis, P. nuchalis und P. textilis) haben sich jedoch sehr erfolgreich die in Australien eingeführte Hausmaus als neue Nahrungsquelle erschlossen; bei P. textilis macht die Art ca. 25 % der Beute aus. Die Jagdweise ist ungewöhnlich, denn bis auf P. modesta töten Braunschlangen ihre Beute durch einen Giftbiss und gleichzeitiges Umschlingen. Alle Arten sind eierlegend (ovipar).

## Gift
Die Arten der Gattung werden als sehr agil beschrieben und einige Arten beißen bei Störungen sehr schnell zu; dies gilt insbesondere für P. textilis. Die Braunschlangen zählen daher zu den Giftnattergattungen, die in Australien am häufigsten Menschen beißen. Das Gift der Braunschlangen enthält vor allem gerinnungshemmende und nervenschädigende (neurotoxische) Komponenten. Es ist extrem wirksam – der LD50-Wert des Giftes von P. textilis bei Mäusen liegt bei 0,041 mg pro kg, von P. nuchalis bei 0,34 mg pro kg und P. affinis bei 0,66 mg pro kg. P. textilis hat damit nach dem ebenfalls in Australien vorkommenden Inlandtaipan das wirksamste Gift, das bei Landschlangen bekannt ist.
Die Giftzähne sind jedoch sehr kurz und die durchschnittliche Giftmenge je Biss ist vergleichsweise gering. Sie wird bei den drei Arten P. textilis, P. nuchalis und P. affinis mit 4 bis 6,5 mg Trockengewicht angegeben. Die meisten Bisse bleiben daher für Menschen ohne gravierende Folgen. Die kleinste Art, P. modesta, gilt trotz ihrer Giftigkeit sogar als harmlos. Bei Bissen der größeren Arten, insbesondere von P. textilis und P. nuchalis, kommen jedoch schwere Vergiftungen bis hin zu Todesfällen vor; gefährdet sind insbesondere Kinder.